# البوابة (صحيفة)
البوابة هي صحيفة أخبار ومدوّنات وموقع إعلامي يقع في عمان، الأردن ولها مكتب في دبي، الإمارات العربية المتحدة. منذ عام 2001 تنشر تقرير مينا، الذي يغطي الأعمال والاقتصاد في العالم العربي. تعتبر البوابة نفسها «أكبر منتج وموزع مستقل للمحتوى في الشرق الأوسط... [مع] طاقم متفرغ من الصحفيين والمحررين الذين يغطون أحداث وأخبار منطقة الشرق الأوسط وشمال إفريقيا».